# Индийский баклан
Индийский баклан (лат. Phalacrocorax fuscicollis) — вид птиц семейства баклановых.

## Описание
Длиной примерно 63 см и весом максимально 790 г индийский баклан относится к самым маленьким представителям бакланов. Кожа на горле у этого вида тёмно-жёлтого цвета, может быть также оливково-зелёной. Спина и крылья бронзово-коричневого цвета, живот темнее, почти чёрного цвета. Вне гнездового периода вид имеет более коричневое оперение. Горло у большинства особей окрашено в белый цвет. Радужная оболочка глаз ярко-зелёного цвета. Половой диморфизм отсутствует, оперение молодых птиц вплоть до грязно-белого живота окрашено в сильно коричневый цвет.

## Распространение
Индийский баклан распространён в Пакистане, Индии, Шри-Ланке и на Индокитайском полуострове, где они населяют побережье так же, как и другие виды внутренних водоёмов. При этом вид очень легко приспосабливается, не заселяет только горные озёра и реки Гималаев.

## Размножение
Единого гнездового периода не существует, в зависимости от области, муссона и наличия питания гнездование начинается в разное время. Большинство происходит во второй половине года между августом и декабрём. Вид гнездится в колониях, как правило, вместе с цаплями, колпицами, другими бакланами, и разными другими птицами. Гнездо строится из маленьких веточек и сухой травы предпочтительно на ветвях непосредственно над водой. В кладке от 3 до 6 яиц, из которых появляются сначала полностью голые птенцы, у которых затем появляется тёмно-коричневый пушок.

## Питание
Рыба — это основное питание индийского баклана. Как все бакланы вид хорошо ныряет и добывает свой корм, преследуя и хватая рыб под водой. Птицы часто охотятся в группах, при этом несколько особей плывут в ряд по воде, подгоняя таким образом добычу перед собой.